# Lijst van voetbalinterlands Bhutan - Jemen
Deze lijst van voetbalinterlands is een overzicht van alle officiële voetbalwedstrijden tussen de nationale teams van Bhutan en Jemen. De landen speelden tot op heden vier keer tegen elkaar. De eerste ontmoeting, een kwalificatiewedstrijd voor de Azië Cup 2000, werd gespeeld op 18 februari 2000 in Koeweit. Het laatste duel, een kwalificatiewedstrijd voor de Azië Cup 2027, vond plaats in Thimphu op 25 maart 2025.

## Wedstrijden
| № | Plaats  | Datum            | Competitie                 | Wedstrijd      | Uitslag |
| - | ------- | ---------------- | -------------------------- | -------------- | ------- |
| 1 | Koeweit | 18 februari 2000 | Azië Cup 2000 kwalificatie | Jemen – Bhutan | 11 – 2  |
| 2 | Jeddah  | 10 oktober 2003  | Azië Cup 2004 kwalificatie | Bhutan – Jemen | 0 – 8   |
| 3 | Jeddah  | 17 oktober 2003  | Azië Cup 2004 kwalificatie | Jemen − Bhutan | 4 − 0   |
| 4 | Thimphu | 25 maart 2025    | Azië Cup 2027 kwalificatie | Bhutan − Jemen | 0 − 0   |

## Samenvatting
| Competitie            | Totaal gespeeld | Winst Bhutan | Gelijk | Winst Jemen | Doelsaldo Bhutan – Jemen |
| --------------------- | --------------- | ------------ | ------ | ----------- | ------------------------ |
| Azië Cup-kwalificatie | 4               | 0            | 1      | 3           | 2 − 23                   |
| Totaal                | 4               | 0            | 1      | 3           | 2 − 23                   |

Wedstrijden bepaald door strafschoppen worden, in lijn met de FIFA, als een gelijkspel gerekend.
BFF · Bhutaans vrouwenelftal
Afghanistan ·
Bangladesh ·
Brunei ·
Cambodja ·
Centraal-Afrikaanse Republiek ·
China ·
Filipijnen ·
Guam ·
Hongkong ·
India ·
Indonesië ·
Jemen ·
Koeweit ·
Laos ·
Libanon ·
Macau ·
Malediven ·
Maleisië ·
Mongolië ·
Montserrat ·
Nepal ·
Oman ·
Pakistan ·
Palestina ·
Qatar ·
Saoedi-Arabië ·
Sri Lanka ·
Tadzjikistan ·
Thailand ·
Turkmenistan
YFA · A-internationals
1984 – 1989 · 
1990 – 1999 · 
2000 – 2009 · 
2010 – 2019 ·
2020 − 2029
Bahrein ·
Bangladesh ·
Bhutan ·
Brunei ·
Cambodja ·
China ·
Comoren ·
Djibouti ·
Egypte ·
Eritrea ·
Ethiopië ·
Filipijnen ·
Finland ·
Hongkong ·
India ·
Indonesië ·
Irak ·
Iran ·
Japan ·
Jordanië ·
Kenia ·
Kirgizië ·
Koeweit ·
Libanon ·
Libië ·
Malawi ·
Malediven ·
Maleisië ·
Marokko ·
Mauritanië ·
Mongolië ·
Nepal ·
Noord-Korea ·
Oeganda ·
Oezbekistan ·
Oman ·
Pakistan ·
Palestina ·
Qatar ·
Saoedi-Arabië ·
Singapore ·
Soedan ·
Sri Lanka ·
Syrië ·
Tadzjikistan ·
Tanzania ·
Thailand ·
Tsjaad ·
Turkmenistan ·
Verenigde Arabische Emiraten ·
Vietnam ·
Zambia ·
Zuid-Korea